# Protium rubrum
Protium rubrum är en tvåhjärtbladig växtart som beskrevs av José Cuatrecasas. Protium rubrum ingår i släktet Protium och familjen Burseraceae. Inga underarter finns listade i Catalogue of Life.